# Technomyrmex textor
Technomyrmex textor is een mierensoort uit de onderfamilie van de Dolichoderinae. De wetenschappelijke naam van de soort is voor het eerst geldig gepubliceerd in 1909 door Forel.